# Economia da Austrália
A economia da Austrália é uma economia de mercado altamente desenvolvida, sendo atualmente a 13ª maior do mundo por Produto Interno Bruto (PIB) nominal, que ultrapassa US$1,2 trilhão (2010), bem como a 17ª maior do mundo se considerarmos seu Poder de Compra, calculado em 2010 em US$863 bilhões. O setor industrial, que corresponde por cerca de 25% do PIB australiano, tem boa parte de sua escala voltada para o setor primário, com a larga produção de alimentos, vinhos, tabaco e a exploração mineral, bem como as atividades que exigem maior tecnologia, como a indústria de máquinas e equipamentos, a indústria química, metalúrgica, siderúrgica e petroquímica. As exportações australianas também incluem gênero alimentícios, como carne e trigo, além de lã e minérios, como bauxita, chumbo, níquel, manganês, além de ouro, prata e diamante, sendo a Austrália um dos maiores exportadores mundiais deste último.
A Austrália faz parte do tratado internacional chamado Asia-Pacific Economic Cooperation (Cooperação Económica da Ásia-Pacífico), a APEC, um bloco econômico que tem por objetivo transformar o oceano pacífico numa área de livre comércio e que engloba economias asiáticas, americanas e da Oceania.
O país é o 20.º no ranking de competitividade do Fórum Econômico Mundial.

## Comércio exterior
Em 2020, o país foi o 21º maior exportador do mundo (US $ 272,5 bilhões em mercadorias, 1,5% do total mundial). Na soma de bens e serviços exportados, chega a US $ 342,6 bilhões e fica em 20º lugar mundial. Já nas importações, em 2019, foi o 22º maior importador do mundo: US $ 214,2 bilhões.

## Setor primário

### Agricultura
A Austrália tem, como principais produtos agropecuários, cultivos bastante contrastantes: a cana-de-açúcar (típica de países tropicais), o trigo e a cevada (típicos de países frios). Em 2018, a Austrália foi o maior produtor mundial de tremoço (714 mil toneladas), o 2º maior produtor mundial de grão-de-bico (1 milhão de toneladas), o 4º maior produtor mundial de cevada (9,2 milhões de toneladas) e de aveia (1,2 milhão de toneladas), o 5º maior produtor de colza (3,9 milhões de toneladas), o 9º maior produtor de cana-de-açúcar (33,5 milhões de toneladas) e de trigo (20,9 milhões de toneladas) e o 13º maior produtor mundial de uva (1,66 milhão de toneladas). O país também produziu, no mesmo ano, 1,2 milhão de toneladas de sorgo, 1,1 milhão de toneladas de batata, além de produções menores de outros produtos agrícolas, como arroz (635 mil toneladas), milho (387 mil toneladas), tomate (386 mil toneladas), laranja (378 mil toneladas), feijão-fava (377 mil toneladas), banana (373 mil toneladas), ervilha (317 mil toneladas), cenoura (284 mil toneladas), cebola (278 mil toneladas), maçã (268 mil toneladas), lentilha (255 mil toneladas), melão (224 mil toneladas), melancia (181 mil toneladas), tangerina (138 mil toneladas) etc.
Em 2014, a Austrália era o 8º maior produtor de vinho do mundo. Em 2010 o pais era o 4º maior exportador de vinhos do mundo.

### Pecuária
A Austrália é o 5º maior produtor de carne bovina do mundo (2,2 milhões de toneladas em 2018). O país é historicamente conhecido por ser um grande exportador de carne.
O país também é o maior produtor de lã do mundo (385 mil toneladas em 2018).
Em 2019, a Austrália também produziu 731 mil toneladas de carne de cordeiro (2º maior produtor do mundo, atrás apenas da China), 1,2 milhão de toneladas de carne de frango, 6,8 bilhões de litros de leite de vaca, 414 mil toneladas de carne de porco, 255 mil toneladas de ovo de galinha, 10 mil toneladas de mel, entre outros.

Colheita de trigo na Austrália
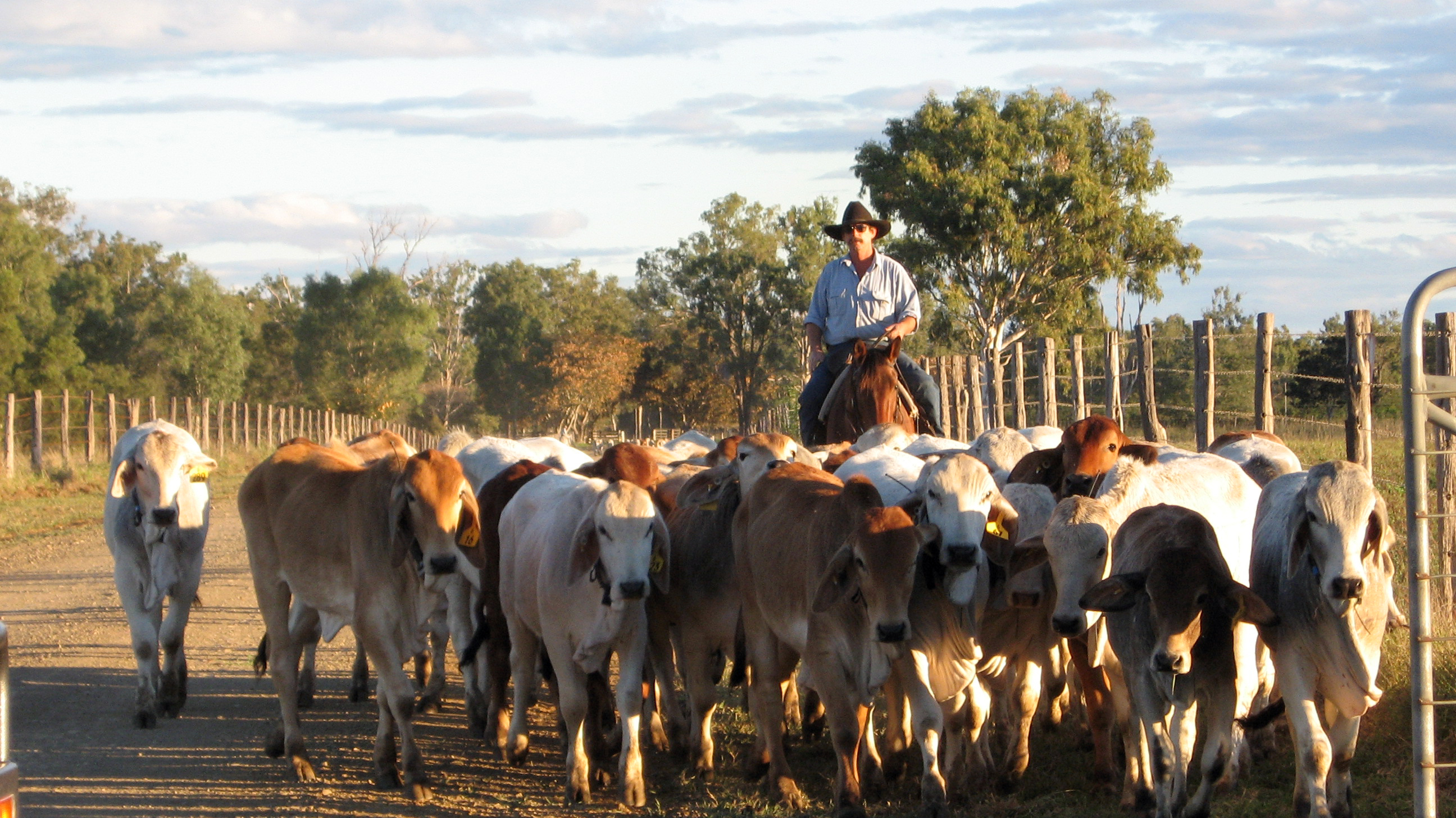
Gado Bovino na Austrália
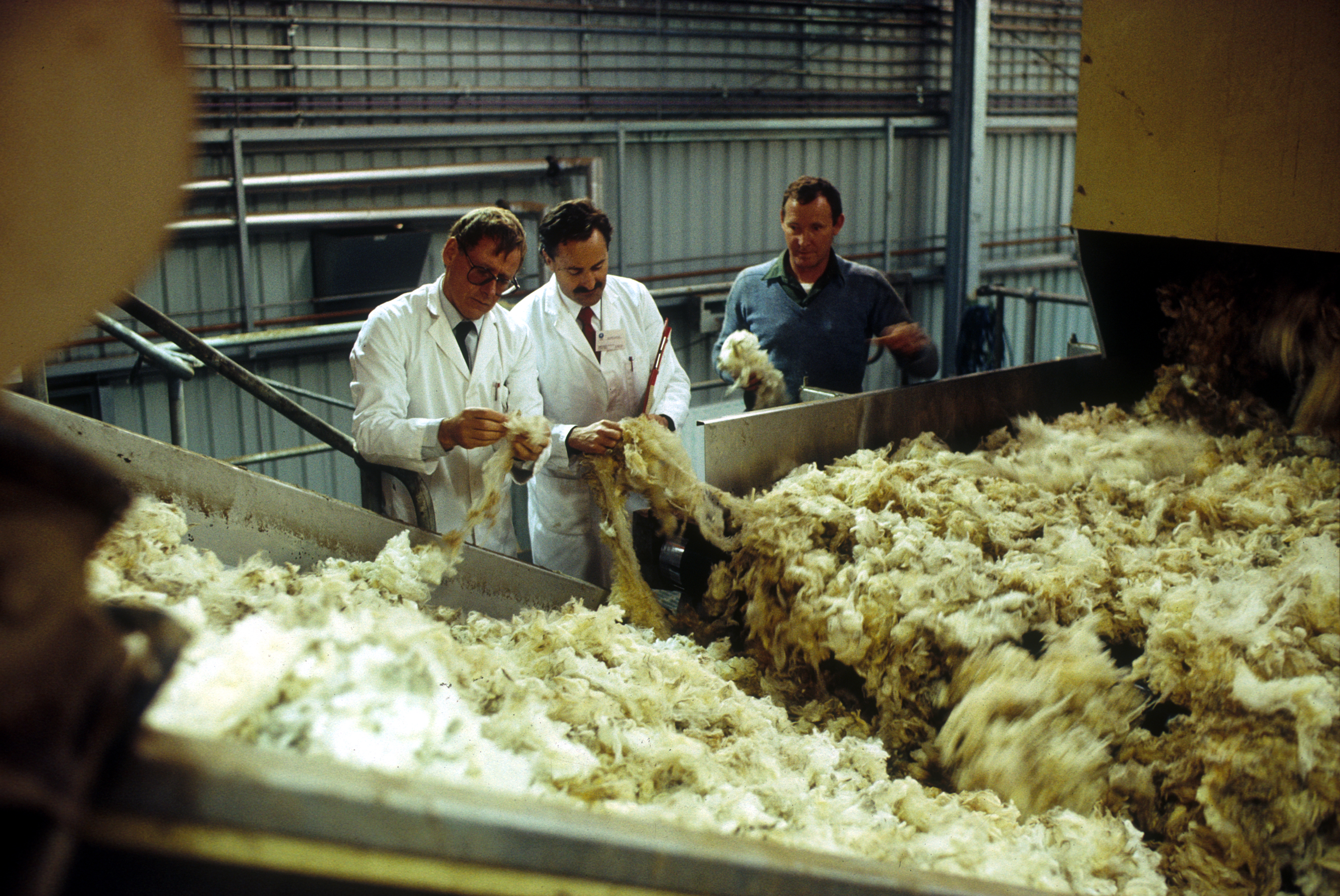
Produção de lã na Austrália
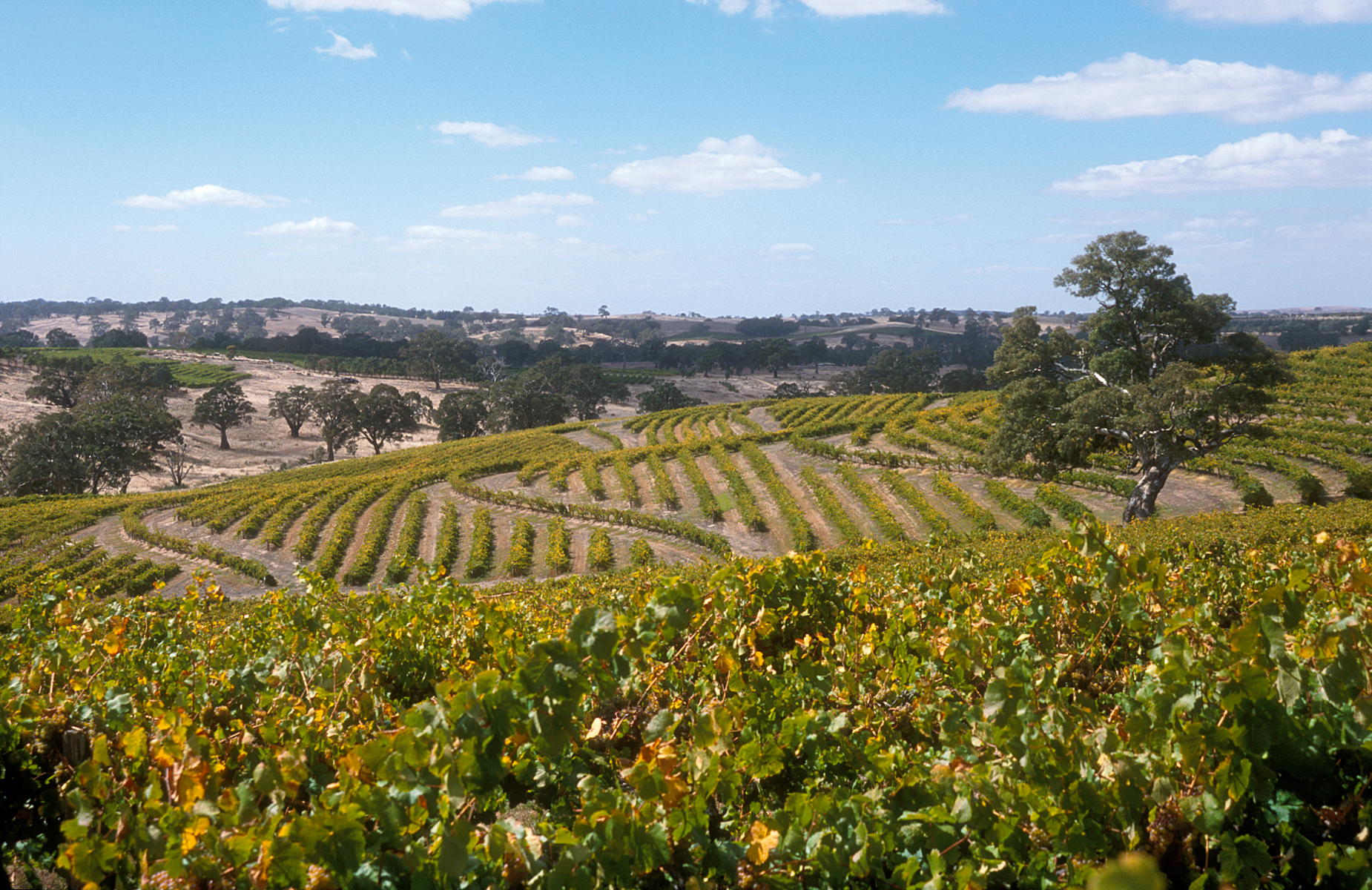
Vinhedo australiano

## Setor secundário

### Indústria

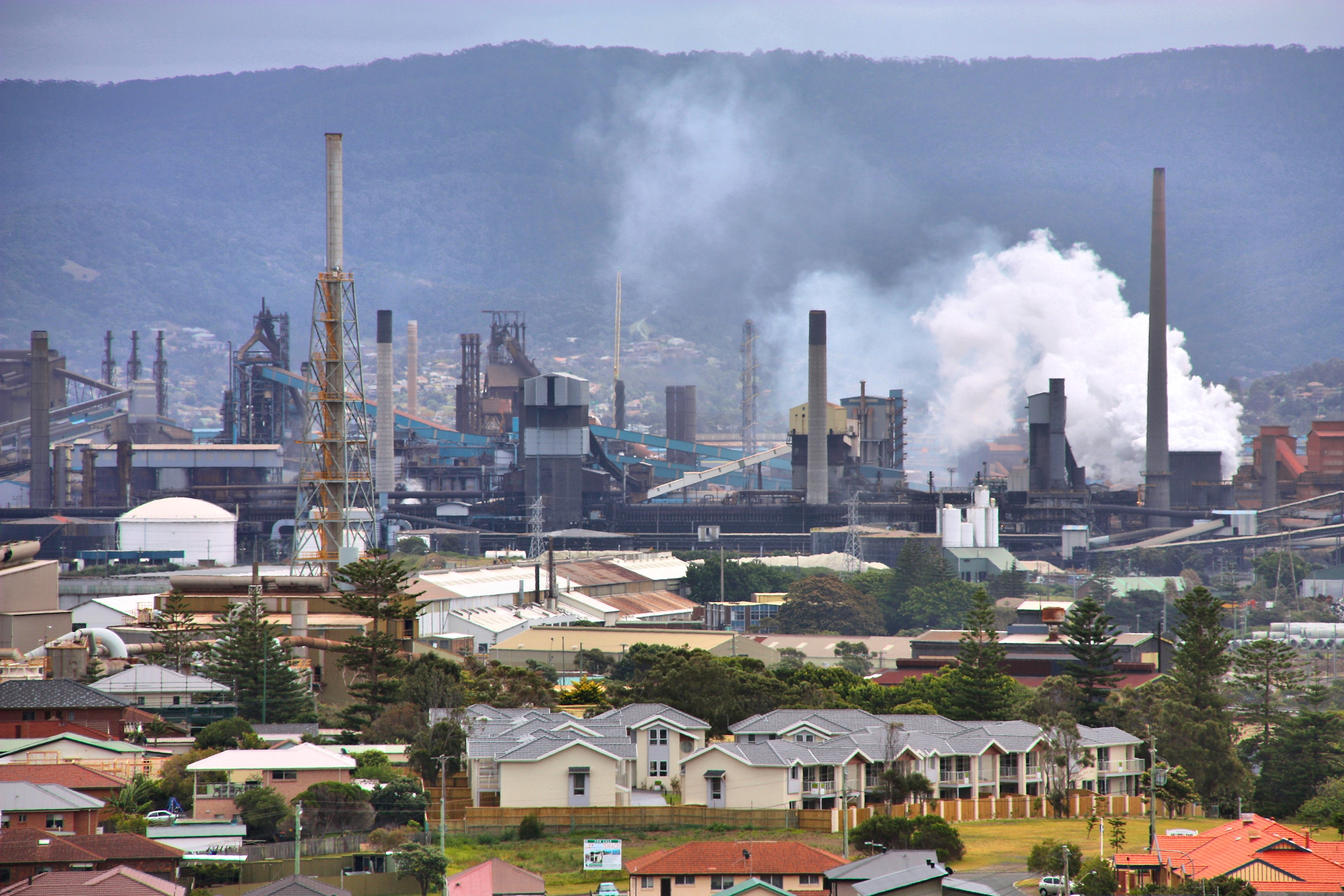
Siderúrgica australiana

O Banco Mundial lista os principais países produtores a cada ano, com base no valor total da produção. Pela lista de 2019, a Austrália tinha a 23ª indústria mais valiosa do mundo (US $ 78,8 bilhões).
Em 2019, a Austrália era o 47ª maior produtora de veículos do mundo (5,6 mil - o país praticamente não produz veículos) e o 27ª maior produtor de aço (5,5 milhões de toneladas).

### Mineração

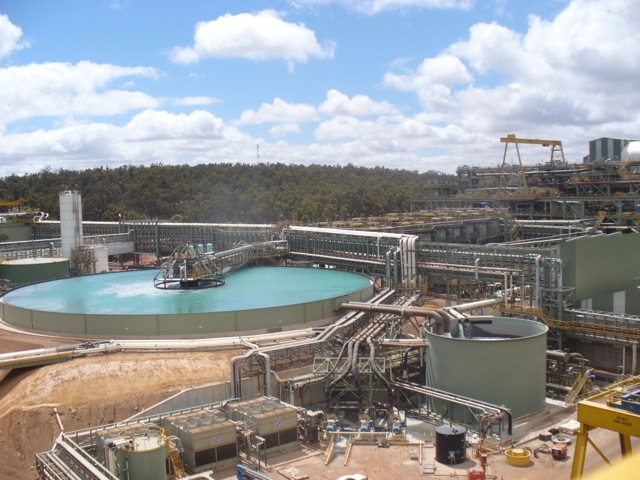
Mina de ouro australiana

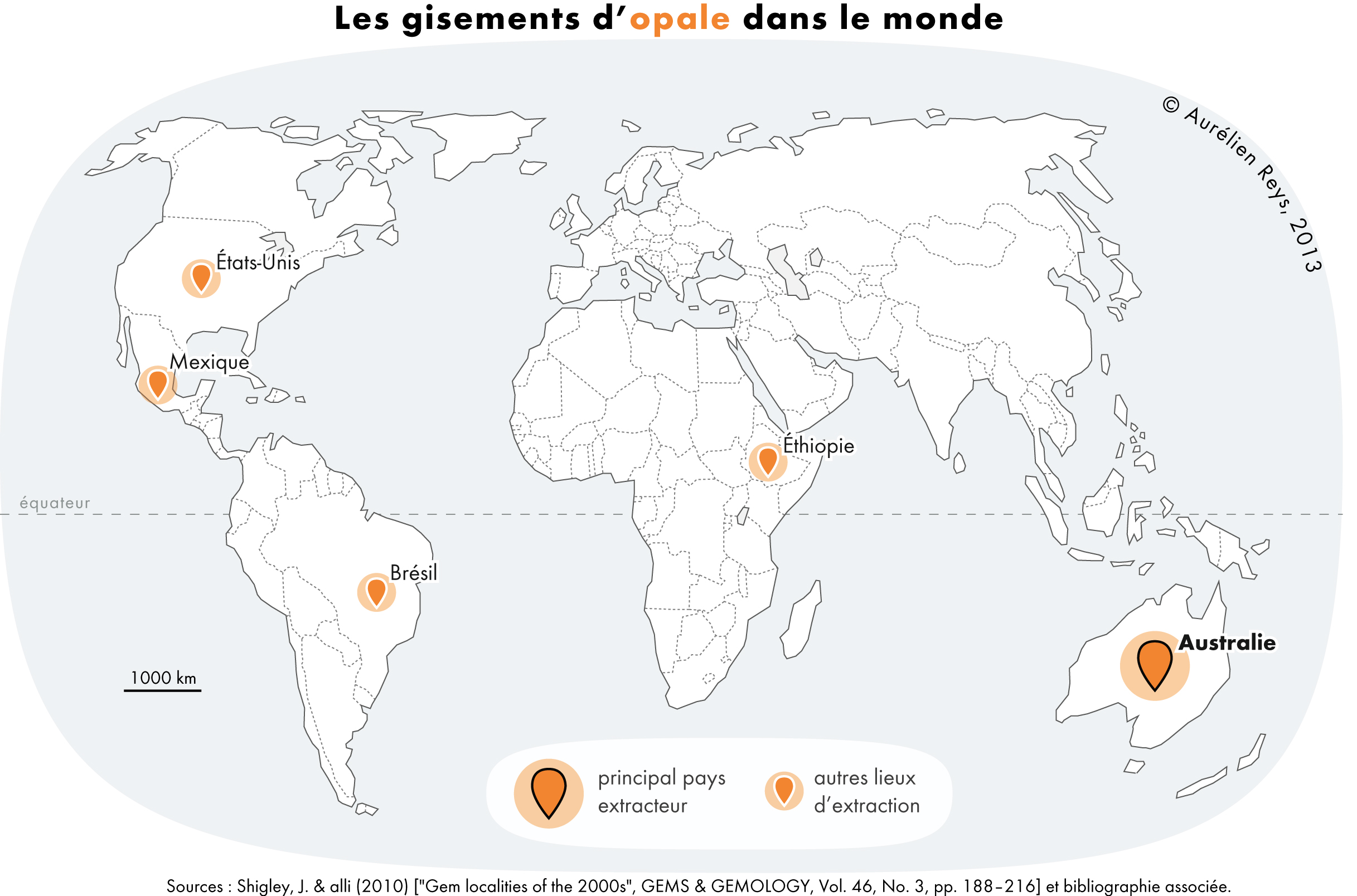
A Austrália é o maior produtor de opala do mundo

A extração mineral é um grande pilar da economia australiana. Em 2019, o país era o 2º maior produtor mundial de ouro; 8º maior produtor mundial de prata; 6º maior produtor mundial de cobre; o maior produtor mundial de minério de ferro; o maior produtor mundial de bauxita; o 2º maior produtor mundial de manganês; 2º maior produtor mundial de chumbo; 3º maior produtor mundial de zinco; 3º maior produtor mundial de cobalto; 3º maior produtor de urânio; 6º maior produtor de níquel; 8º maior produtor mundial de estanho; 14º maior produtor mundial de fosfato; 15º maior produtor mundial de enxofre; além de ser o 5º maior produtor mundial de sal.
O país também é um grande produtor de pedras preciosas. A Austrália é o maior produtor mundial de opala e é um dos maiores produtores de diamante, rubi, safira e jade.
A Austrália foi o 6º maior produtor mundial de alumínio em 2019, visto que o processo de transformação da bauxita em alumínio demanda uma quantidade imensa de energia, e poucos países possuem excedentes de produção energética para produzir o metal, sendo a Austrália um destes países.
Em 2014-15, a extração mineral na Austrália foi avaliada em 212 bilhões de dólares australianos. Destes, o carvão representou 45,869 milhões, petróleo e gás natural 40,369 milhões, minério de ferro 69,486 milhões, ouro 13,685 milhões e outros metais 7,903 milhões.
O carvão é extraído principalmente em Queensland, New South Wales e Victoria. Cinquenta e quatro por cento do carvão extraído na Austrália é exportado, principalmente para o Leste Asiático. Em 2000-01, 258,5 milhões de toneladas de carvão foram extraídas e 193,6 milhões de toneladas exportadas. O carvão fornece cerca de 85% da produção de eletricidade da Austrália. No ano fiscal de 2008-09, 487 milhões de toneladas de carvão foram extraídas e 261 milhões de toneladas exportadas. A Austrália é o principal exportador de carvão do mundo.
As mineradoras australianas Rio Tinto Group e BHP estão entre as maiores do mundo. A mina Argyle da Rio Tinto, na Austrália Ocidental, é a segunda maior mina de diamantes do mundo. A mina Argyle foi inaugurada em 1983 e produziu mais de 95 por cento dos diamantes da Austrália, incluindo alguns dos diamantes rosa e vermelho mais valiosos do mundo. Devido ao esgotamento do minério, Argyle estava prevista para fechar em 2021 — o fechamento deve reduzir a produção anual de diamantes da Austrália de 14,2 milhões de quilates para 134,7 mil quilates.

### Energia

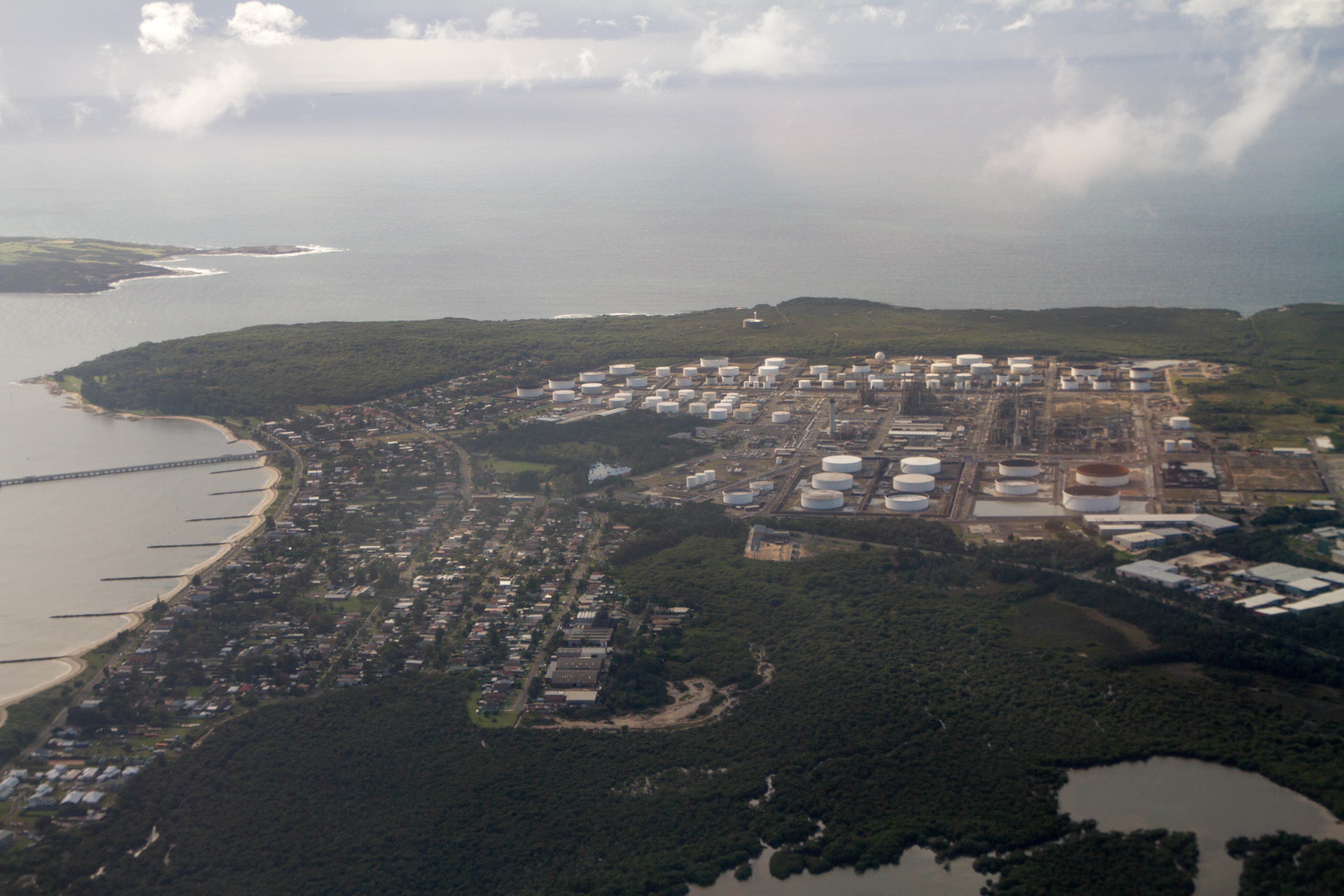
Refinaria de petróleo australiana

Nas energias não-renováveis, em 2020, o país era o 30º maior produtor de petróleo do mundo, extraindo 351,1 mil barris/dia. Em 2019, o país consumia 1 milhão de barris/dia (20º maior consumidor do mundo). O país foi o 20º maior importador de petróleo do mundo em 2018 (461,9 mil barris/dia). Em 2015, a Austrália era o 12º maior produtor mundial de gás natural, 67,2 bilhões de m3 ao ano. Em 2019 o país era o 22º maior consumidor de gás (41,9 bilhões de m3 ao ano) e era o 10º maior exportador de gás do mundo em 2015: 34,0 bilhões de m3 ao ano. Na produção de carvão, o país foi o 4º maior do mundo em 2018: 481,3 milhões de toneladas. A Austrália é o 2º maior exportador de carvão do mundo (387 milhões de toneladas em 2018) 
Nas energias renováveis, em 2020, a Austrália era o 12º maior produtor de energia eólica do mundo, com 9,4 GW de potência instalada, e o 7º maior produtor de energia solar do mundo, com 17,6 GW de potência instalada.

## Setor terciário

### Turismo

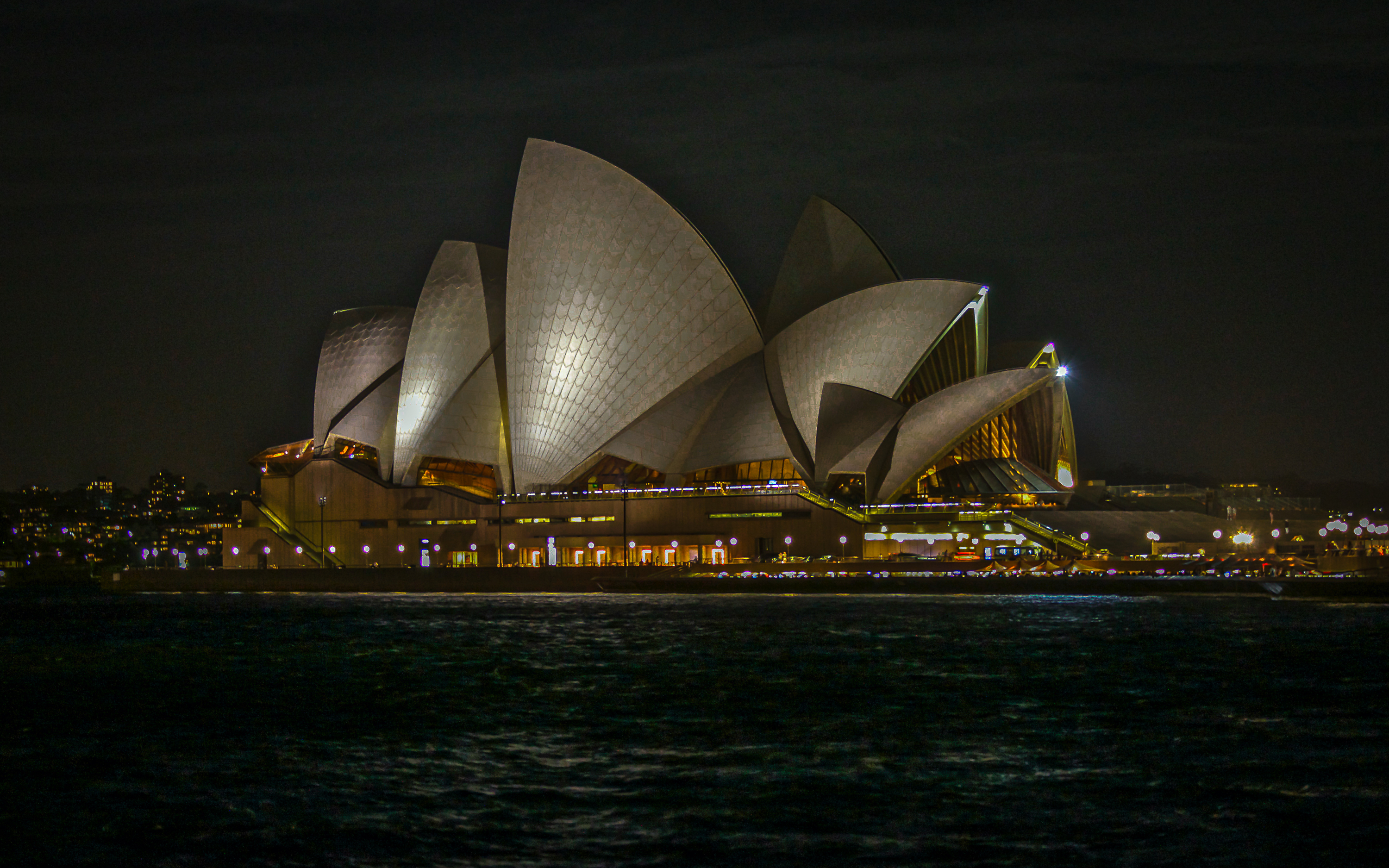
Sydney

Em 2018, a Austrália foi o 36º país mais visitado do mundo, com 9,2 milhões de turistas internacionais. Apesar de não receber tantos turistas, é um dos que mais recebe retorno financeiro da atividade: as receitas do turismo, neste ano, foram de US $ 45,0 bilhões (foi o 7º maior do mundo em receitas).